# Regiunea Olomouc
Regiunea Olomouc (cehă: Olomoucký kraj) este o regiune (kraj) în partea de sud a Republicii Cehe și are centrul administrativ în orașul omonim. Este împărțită în 5 districte și este localizată în nordul Moraviei iar partea de nord este extrema nordică a Sileziei Cehești.

## Impărțire administrativă
| Impărțirea administrativă | Impărțirea administrativă | Impărțirea administrativă | Impărțirea administrativă | Impărțirea administrativă |
| ------------------------- | ------------------------- | ------------------------- | ------------------------- | ------------------------- |
| Okres (District)          | Suprafața in km²          | Locuitori                 | Vârsta medie              | Comune                    |
| Okres Jeseník             | 719                       | 42.251                    | 37,9                      | 24                        |
| Okres Olomouc             | 1.451                     | 224.156                   | 39,1                      | 92                        |
| Okres Prostějov           | 770                       | 109.524                   | 39,5                      | 96                        |
| Okres Přerov              | 884                       | 138.895                   | 39,0                      | 104                       |
| Okres Šumperk             | 1.316                     | 125.924                   | 38,6                      | 78                        |